# Vöneki Lajos
Vöneki Lajos (névvariáns: Vöneky Lajos; angolul: Louis Vüneky (Vékey)) (Ungvár,  1830 – Magyarország, 1890 után) magyar és/vagy osztrák származású hadnagy; hadnagyként, majd főhadnagyként teljesített szolgálatot a magyar szabadságharcban, harcolt az itáliai szabadságért; Amerikában százados, majd őrnagy az amerikai polgárháborúban az északiak oldalán.

## Életútja
A Radetzky-huszároknál szolgált hadnagyi rangban, onnan megszökökött és harcolt szintén hadnagyi, majd főhadnagyi beosztásban az 1848-49-es magyar szabadságharcban, a magyar szabadságharc leverése után az itáliai szabadságért harcolt a Magyar Légióban, majd Amerikába emigrált. Az amerikai polgárháborúban a 68. Néger Gyalogezrednél teljesített szolgálatot századosként, később az 1865-ben St. Josephben felállìtott 51. számú Missouri ezredben őrnagyi beosztásban teljesített szolgálatot, ez már nem néger ezred volt, mégis itt tapasztalt erős idegenellenességet saját személyére vonatkozóan is, olyan annyira, hogy kilépett a katonai szolgálatból.
Az amerikai demokráciában csalódott férfi az 1867-es kiegyezést követően hazatért Magyarországra, s lelkesen bekapcsolódott a veterán honvédek közösségi életébe.

## Emlékezete
- Megörökítették nevét a washingtoni Afroamerikai Polgárháborús Emlékmű talapzatán.